# Michael Maria Ziffels
Michael Maria Ziffels (* 15. Februar 1967 in Viersen) ist ein deutscher Komponist, Musiker und Klangforscher.

## Leben
Michael Maria Ziffels studierte Komposition und Musiktheorie an der Folkwang Universität bei Nicolaus A. Huber. Der Folkwang-Gedanke (Verbindung aller Künste) ist in seinen Werken allgegenwärtig. Als Sänger liegt ihm die Verbindung zur Lyrik/Literatur besonders am Herzen. Er vertonte Texte u. a. von Rose Ausländer, Juana de la Cruz, Juan de la Cruz, Ulrike Draesner sowie Bernd Marcel Gonner.
Seit 2022 ist er künstlerischer Leiter der Reihe „Achtelton — Neue Musik in Hitzacker (Elbe)“.

## Kompositionen (Auswahl)

### Vokalkompositionen, Bühnenwerke
- ABSTAND — ein Requiem in sieben Bildern 2022/23
- GRIMMIA SESSITANA — oder Einfache Seligpreisungen (2022)
- DAS UHURA-IDYLL (2022) Installation
- CANTO DE LAS NIÑAS (2021 – 2023),
- GESANG DER SCHÖNHEIT, für Solisten (SATB), Chor (SATB) und Orchester 2017, Auftragswerk des Zwölf-Apostel Chor, Berlin
- AUDITIVE DIAGNOSE, Multimedia

### Kammermusik, Ensemblewerke
- Selbstportrait mit Brille für 4 Schallwandler und Licht-Objekt
- CLEMATIS für 8 Schallwandler
- NO—TEK—NO für Ensemble und Electronik
- ATÜ für B-Trompete
- Das erfolgreiche Bestreben, perfekt zu sein für Orgel und Becken
- ASPEN für Saxophonquartett, UA Berliner Saxophon Quartett